# Umjetna oplodnja
Umjetna oplodnja je medicinski postupak potpomognute oplodnje jajne stanice, transfer oplođenih zametaka u maternicu, implantacija i razvitak trudnoće. Postoji oko dvadeset tehnika (inseminacija, IVF, ICSI, FET, GIFT, ZIFT, itd.), ali najčešće su inseminacija, IVF (in vitro oplodnja), ICSI (intracitoplazmična injekcija spermija) i FET (engl. frozen embryo transfer, transfer odmrznutog zametka).  Umjetna oplodnja prakticira se zbog neplodnosti žene ili muškarca ili kad su oboje neplodni ili kad postoji bojazan prenošenja teške genetske bolesti na dijete. Prva osoba rođena umjetnom oplodnjom je Engleskinja Louise Brown rođena 1978. godine. Prva umjetna oplodnja u Hrvatskoj obavljena je 1983. godine u Petrovoj bolnici u Zagrebu. U svijetu je do 2010. godine rođeno 4 milijuna djece izvantjelesnom oplodnjom, a u Hrvatskoj oko 20.000.

## Postupak
Postupak uzimanja ženskih jajnih stanica zove se punkcija i vrši se ubodom dugačke tanke šuplje igle kroz zid vagine u jajnike. Dobivene jajne stanice oplode se u Petrijevoj zdjelici sa spermijima muškarca. Sam proces oplodnje kod postupka IVF-a je prirodan, jer spermij spontano dopliva do omotača jajne stanice i spontano prodre u nju. Kod ICSI-ja, jedan jedini spermij usisa se u mikroskopsku iglu i pomoću nje se pod mikroskopom unese u unutrašnjost jajne stanice, gdje tek nakon toga započinje stapanje jezgri muške i ženske spolne stanice. Oplođena jajna stanica ne može se odmah staviti u maternicu žene, nego se razvija u inkubatoru, u tekućini u Petrijevoj zdjelici, koja oponaša jajovod u žene, gdje se događa uobičajeno prirodno začeće. Nakon dva-pet dana zametak se prenosi u maternicu žene. 
U Petrijevoj zdjelici se oplodi više jajnih stanica dobivenih hormonskom stimulacijom žene. Broj dobivenih jajnih stanica i dobivenih zametaka je vrlo individualan i ovisi o dobi žene, količini hormonskih lijekova u postupku i dijagnozi neplodnosti. U prosjeku se dobije desetak jajnih stanica, a u Hrvatskoj prosjek je 6. Od 10 jajnih stanica u prosjeku se uspješno oplodi 8, do petog dana razvoja preživi samo 4-5, a tek 1.3 će se i roditi, čak i kada se sve iskoriste. 95% zametaka prestaje s razvojom zbog genetskih nepravilnosti zvanih aneuploidije koje najvećim dijelom potječu iz jajne stanice gdje nastaju tokom mejoze prije ili tokom oplodnje. Genom zametka počinje proizvoditi vlastite RNK molekule trećeg dana svog razvoja, pa tek tada genetske nepravilnosti zametka mogu početi smetati njegovom razvoju. Broj zametaka vraćenih ženi u jednom postupku potrebno je što više ograničiti da bi se izbjegle opasne višeplodne trudnoće. Dozvoljeno je vratiti najviše tri zametka, najčešće se vraćaju dva, ali u više europskih zemalja potiče se vraćanje samo jednog zametka zbog zaštite djeteta, žene i cijelog društva. Preostali zameci mogu se zamrznuti da se upotrijebe za sljedeće pokušaje u slučaju izostanka trudnoće, osim u Hrvatskoj, gdje je to 2009. Zakonom zabranjeno.

## Uspješnost postupka
Uspjeh postupka najviše ovisi o kvaliteti zametaka vraćenih ženi te broju vraćenih zametaka. Kvaliteta zametka odnosi se na mogućnost zametka da postigne trudnoću, odnosno na odstupanje od pravilnog razvoja zametka, a očituje se u broju, paritetu i morfologiji stanica u zametku u prva tri dana te morfološkim karakteristima zametka u sljedeća dva dana razvoja. U svojoj osnovi, takva odstupanja uzrokovana su genetskim nepravilnostima, najčešće krivom broju kromosoma u genomu zametka.  Kvaliteta zametka dakle ovisi o kvaliteti jajne stanice i spermija. Žene starije od 35, a posebice starije od 40 godina, muškarci s teškim oblikom muške neplodnosti te neke druge dijagnoze imaju češću pojavu nekvalitetnih zametaka od ostalih i zbog toga manju uspješnost postupka. 
U Hrvatskoj je uspješnost IVF-a po transferu zametaka 2009. za sve žene i sve postupke bila sveukupno 28% a po započetom postupku 20.5%. Za žene ispod 40 godina i uz upotrebu hormonskih injekcija, stopa trudnoća po transferu bila je 30.5%, po započetom postupku 24%, a vraćalo se u prosjeku 2.1 zametaka. 
Europski prosjek trudnoća po transferu za sve žene 2006. bio je 33%. U Švedskoj i Belgiji se vraća samo jedan zametak u 70% odnosno 50% slučajeva, uz stope trudnoća od 36.2% odnosno 30.4% i stopu blizanaca od 5.7% odnosno 13%. U Italiji, Njemačkoj i Švicarskoj stope trudnoća po transferu su 25.1%, 30.8% i 26.7%, uz prenošenje čak tri zametka u 50%, 22% i 22% slučajeva, i stopu blizanaca od 21%, 20% i 19%. Zbog zakonskih ograničenja stope trudnoća u tim zemljama manje su od prosjeka usprkos vraćanju većeg broja zametaka. 
Razvojem novih tehnologija koja omogućavaju ispitivanje pravilnosti svih kromosoma zametaka prije transfera postiže se stopa implantacije zametaka od 70% i stopa trudnoća od preko 80%, međutim ta tehnologija 2010. godine još nije u širokoj kliničkoj upotrebi. 
U pravilu, majčina je dob od iznimne važnosti, međutim točan postotak trudnoće ovisi o broju i kvaliteti vraćenih zametaka, a na kraju i razvoju tehnologije. U pravilu se mlađim ženama preporuča vratiti jedan do dva zametka - iako to smanjuje šanse za začeće - da bi se izbjegle opasnosti višeplodnih trudnoća. 
Uspjeh umjetne oplodnje znatno je napredovao od svojih početaka. Europske statistike se sistematizirano prikupljaju i objavljuju od 1997. godine. Prosječna stopa trudnoća po transferu 1997. bila je 26%, dok je 2006. bila 33%, usprkos vraćanju manje zametaka i posljedičnom manjem broju višeplodnih trudnoća. 

## Posljedice postupka
Postotak trudnoća iz umjetne oplodnje koji je završio spontanim pobačajem je u Hrvatskoj 2009. bio 11-15% i usporediv je s istim postotkom iz spontanih trudnoća. 
Višeplodne trudnoće su najozbiljnija medicinska posljedica umjetne oplodnje. Višeplodne trudnoće nose sa sobom povećani rizik od prijevremenog poroda, smanjene porođajne težine i drugih komplikacija za dijete i ženu. Stručne smjernice obeshrabruju vraćanje tri zametka i preporučuju vraćanje samo jednog zametka. 

## Vrste oplodnji
- Prema mjestu oplodnje, umjetna oplodnja može biti unutartjelesna umjetna oplodnja, ako se oplodnja spermija i jajne stanice događa u tijelu žene. Dok se izvantjelesna umjetna oplodnja događa u epruveti. Zatim se oplođena jajna stanica preosi u cijev pa u maternicu.
- Prema načinu dobivanja sjemena ili jajašca, umjetna oplodnja može biti homologna, ako jajna stanica i spermiji potječu od bračnog para. Heterologna umjetna oplodnja naziv je za umjetnu oplodnju, kada spermij ili jajna stanica ili oboje nisu od bračnog nego od donatora.

## Razlozi za umjetnu oplodnju
Bračni par se odlučuje na umjetnu oplodnju, zbog neplodnosti. Ona može biti urođena, uzrokovana zagađivanjem okoliša, zbog psihičkih problema, spolnih bolesti i dr. Također, povećanjem godina života gubi se prirodna plodnost. 

## Kontroverze
- Uspješnost umjetne oplodnje je do 20%, ako se u maternicu žene, unese jedan embrij, a do 40% ako se unesu tri embrija. Prema tome, velik broj embrija umre, što je oblik pobačaja.
- Velik broj embrija bude zamrznut, neki se koriste u znanstvenim pokusima nakon kojih se usmrte. Moguće je, da embrij bude zaražen tijekom laboratorijskog postupka.
- Liječnici u laboratoriju izabiru bolje embrije, a bacaju lošije, tako odlučuju koji će živjeti, a koji će biti uništeni. Milijuni embrija tako pogibaju bez znanja roditelja.
- Zabilježeni su slučajevi, da su klinike davale lažne podatke o uspješnosti umjetne oplodnje pa su i neuspjele pokušaje u statistici navodili pod uspješne.
- Istraživanje iz SAD-a 2008. godine utvrdilo je, da su određene bolesti i poremećaji češći kod djece nastale umjetnom oplodnjom poput prirođenih srčanih mana, pojave zečjih usana i atrezije.[1]

## Stav Katoličke Crkve
Katolička se Crkva protivi umjetnoj oplodnji iz nekoliko razloga i smatra je teškim grijehom. U postupku umjetne oplodnje, nastanak novoga ljudskoga života, odvaja se od bračnog spolnog odnosa, što se protivi dostojanstvu i ulozi braka. Kod heterologne umjetne oplodnje, jajna stanica majke oplodi se spermijima donatora, što obično dovodi do toga, da dijete ne pozna oca. 
Stav Crkve je, da ne postoji pravo na dijete pod svaku cijenu, već da postoji pravo djeteta, da se rodi kao plod bračnog čina svojih roditelja te pravo, da ga se prizna kao osobu od trenutka njegova začeća.
U enciklici Donum Vitae, papa Ivan Pavao II. ističe, da ljudski embrij nastao umjetnom opodnjom ima dostojanstvo kao i odrasla osoba, jer je Božje stvorenje. Stoga zaslužuje brigu i pažnju kao i bilo koje drugo ljudsko stvorenje. Crkva se protivi zamrzavanju embrija, eksperimentiranju nad njima ili korištenju u kozmetičke svrhe. Crkva nije protiv djece rođene umjetnom oplodnjom. Zalaže se, da svako dijete koje dođe na svijet tim putem bude prihvaćeno s ljubavlju.

## Unutarnje poveznice
- Medicinski potpomognuta oplodnja